# Modo X
El Modo X es un modo de visualización no documentado de las tarjetas gráficas VGA que fue popularizado por los artículos de Michael Abrash para la revista Dr. Dobb's Journal. Posteriormente fueron publicados también en los capítulos 47-49 del Graphics Programming Black Book (disponible gratuitamente en formato PDF )
El Modo X requiere modificar el Modo 13h estándar de 256 colores de manera que toda la memoria de vídeo esté disponible en un formato planar, lo que tiene el coste añadido de aumentar la complejidad de las escrituras a memoria. No obstante, para muchos programadores este coste extra merece la pena, ya que la memoria de vídeo extra hace posible producir juegos en 2D o demos de alta calidad, que es para lo que se usaba principalmente este modo.